# کانت د ان برنگر

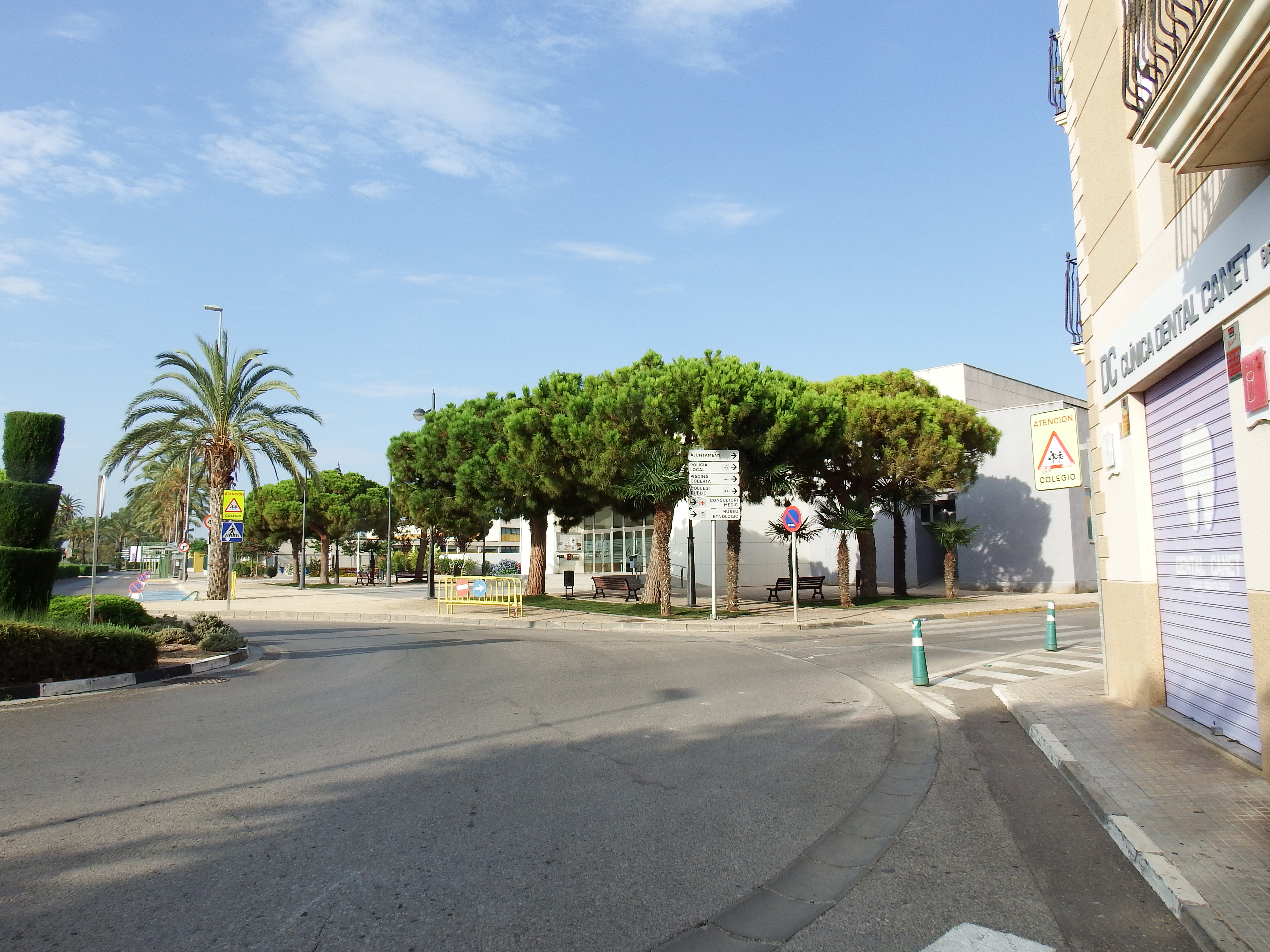

کانت د ان برنگر (به اسپانیایی: Canet d'en Berenguer) یک شهرستان در اسپانیا است که در Camp de Morvedre واقع شده‌است.

## خصوصیات
کانت د ان برنگر ۳٫۸ کیلومترمربع مساحت و ۵٬۴۱۸ نفر جمعیت دارد و ۸ متر بالاتر از سطح دریا واقع شده‌است.